# American Telephone & Telegraph
Cet article traite de l'ancienne entreprise American Telephone & Telegraph fondée en 1885 et disparue en 2005. Pour l'opérateur actuel américain, voir l'article AT&T Inc..
Ne doit pas être confondu avec International Telephone and Telegraph.
American Telephone & Telegraph Company (Téléphones et télégraphes américains), appelée aussi AT&T Corporation ou plus simplement AT&T durant ses dernières années, a été le leader américain des télécommunications de tous types : vocales, vidéo, données et Internet pour les particuliers, entreprises ou encore les agences gouvernementales. Durant sa longue histoire, AT&T, créée en 1885, fut la plus grande entreprise mondiale de téléphonie, de télévision par câble, et profita d'un long monopole acquis très tôt.
En 2005, AT&T fut rachetée par une Baby Bell (issue de son propre démantèlement) : SBC Communications pour plus de 16 milliards de dollars, qui reprit ensuite le nom de AT&T Inc.
À son apogée, la société employait un million de personnes et son chiffre d'affaires était de l'ordre de 300 milliards de dollars actuels (à titre de comparaison, le chiffre d'affaires de Wal-Mart en 2007 est de 351 milliards de dollars).

## Historique

### Création et expansion de l'entreprise

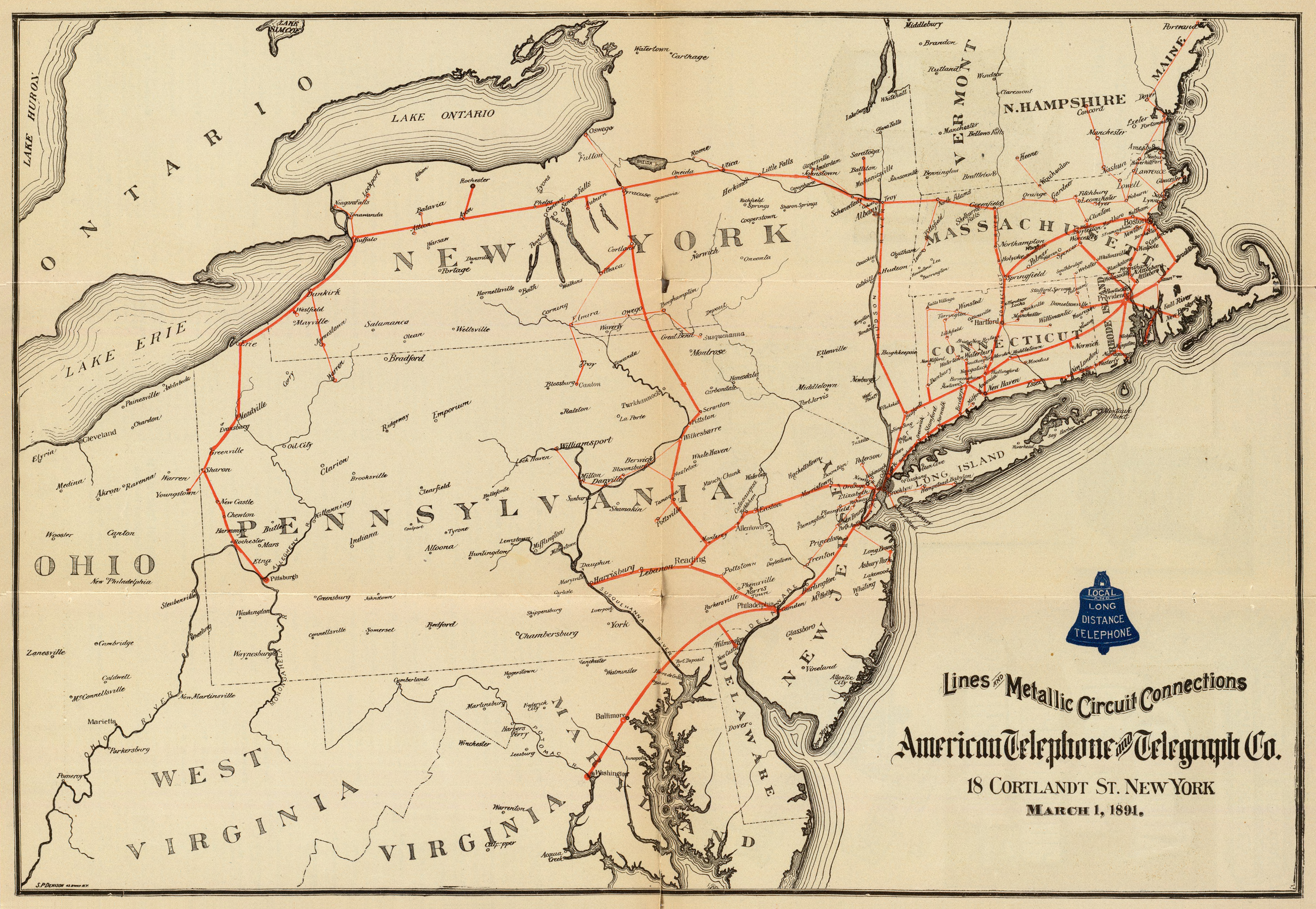
Lignes métalliques au 1 mars 1891.

La création de l'entreprise Bell Telephone Company en août 1877 résulte d'un accord entre Alexander Graham Bell et ses financiers, les principaux étaient Gardiner Greene Hubbard et Thomas Sanders. Rebaptisée National Bell Telephone Company en mars 1879, l'entreprise devient American Bell Telephone Company en mars 1880. Avant 1881, elle avait acquis un pouvoir de contrôle dans la Western Electric filiale de la Western Union. Seulement trois ans plus tôt, la Western Union avait rejeté l'offre de Gardiner Hubbard de vendre tous ses droits sur le téléphone pour 100 000 dollars.
En 1880, la direction de American Bell créa ce qui deviendra « AT&T Long Lines » (réseau longues distances). Le projet était le premier de ce type : créer un réseau longues distances à l'échelle nationale avec une structure et des coûts commercialement viables. Ce projet a été assigné à une filiale baptisée American Telephone and Telegraph Company le 3 mars 1885. En commençant à New York, le réseau atteint Chicago en 1892.
Les brevets de Bell sur le téléphone avaient expiré en 1894, mais la société apportait un service client supérieur à la concurrence ce qui fit que la croissance demeura forte.
Le 30 décembre 1899, l'American Telephone and Telegraph Company acheta les actifs d'American Bell ; parce que les droits des entreprises au Massachusetts étaient très restrictifs et limitaient la capitalisation à dix millions de dollars, empêchant la croissance d'American Bell elle-même.
Le service de longue distance atteint San Francisco en 1915 grâce au premier appel téléphonique transcontinental. C'est aussi en 1915 qu'a lieu le premier appel téléphonique transatlantique, entre Arlington (Virginie) et la Tour Eiffel en France. Des services téléphoniques transatlantiques commerciaux ont commencé en 1927 en utilisant la radio, mais le premier câble téléphonique transatlantique sous-marin n'est arrivé qu'en 1956, avec TAT-1.

### Un monopole national

AT&T Corporate Logo, 1964–1969.

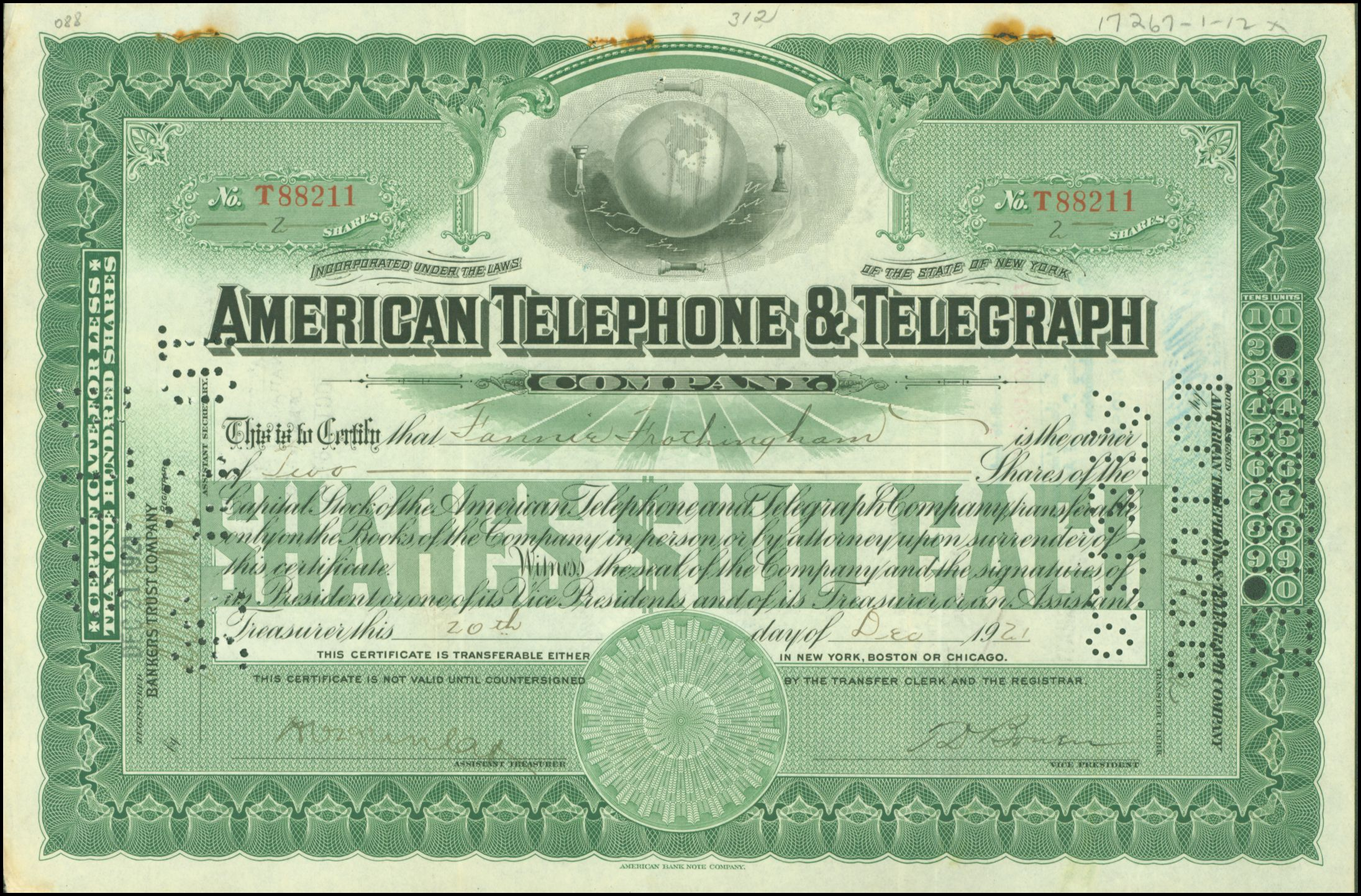
Action de l'American Telephone & Telegraph Company en date du 20 decembre 1921.

À la suite d'une série d'actions régulatrices du gouvernement et d'initiatives d'AT&T, la société a finalement gagné ce que l'on pourrait qualifier de statut de monopole. En 1907, Theodore Vail président d'AT&T a fait savoir qu'il ne poursuivait qu'un but : « une politique, un système, un service universel ». AT&T a commencé l'achat de ses concurrents ce qui a attiré l'attention des régulateurs anti-monopole. Pour éviter l'action du gouvernement, dans une procédure anti-monopole, Vail a négocié un compromis avec le Kingsbury Commitment (en) en 1913. Les termes de l'accord ont permis à AT&T d'acheter des sociétés indépendantes de téléphone tant qu'il vendait une quantité égale de réseaux téléphoniques. G.W. Brock écrit dans Telephone, The Premier Cent Ans : « Cette disposition a permis à Bell et aux indépendants des échanges de zones téléphoniques pour donner à chacun des monopoles géographiques. Tant qu'une seule société sert un secteur géographique donné il y avait peu de raison de s'attendre à ce que la compétition sur les prix se développe. AT&T a concentré ses achats de sociétés dans des secteurs géographiques spécifiques qui ont augmenté son contrôle du marché du téléphone, en vendant les sociétés moins rentables précédemment acquises à des acheteurs indépendants. Comme cela était prévu dans l'Engagement Kingsbury, AT&T devait permettre à ses concurrents de se connecter via ses propres lignes téléphoniques longue distance. Les économistes indiquent que cela a réduit la motivation de ces sociétés à construire des lignes longues distances concurrentes. »
Autour de 1917, l'idée que chacun dans le pays devait avoir le téléphone et que le gouvernement devait le gérer a commencé à être débattue au sein du gouvernement. AT&T était d'accord, disant dans son rapport annuel 1917 : « Avec une telle combinaison d'activités sous le contrôle approprié de règlements, un service public serait meilleur, plus progressif, efficace et économique que des systèmes concurrentiels. » En 1918 le gouvernement fédéral a nationalisé l'industrie des télécommunications dans son ensemble, avec comme prétexte la sécurité nationale. Les tarifs furent régulés pour que les clients dans les grandes villes payent des tarifs plus élevés afin de subventionner ceux vivants dans des secteurs plus éloignés. Théodore Vail a été nommé pour gérer le système téléphonique d'AT&T qui était payé avec un pourcentage des revenus téléphoniques. AT&T profita de la nationalisation qui prit fin un an plus tard. Les États ont alors commencé à réguler les tarifs pour que les clients des zones rurales ne payent pas de prix trop élevés et la concurrence a été fortement régulée, voire interdite sur les marchés locaux. Il a aussi été interdit aux concurrents potentiels d'installer de nouvelles lignes, les gouvernements des états souhaitant éviter « la duplication ». La justification était que ce service téléphonique était un monopole naturel, arguant qu'une société pourrait mieux servir le public que deux ou plus. Finalement, la part de marché de AT&T s’accroissait, ce qui pouvait être considéré comme monopolistique.
En 1913, après l'invention de la lampe à vide, Lee De Forest a commencé à subir des difficultés financières, AT&T acheta les brevets d'invention de la lampe à De Forest pour le prix avantageux de 50 000 $. En particulier AT&T acquis la propriété de l'Audion, la première lampe triode (à trois éléments), qui permettait d'amplifier les signaux téléphoniques. Le brevet d'invention a augmenté le contrôle d'AT&T sur la fabrication et la distribution des services téléphoniques longue distance et a permis à Bell System de construire la première ligne téléphonique des États-Unis de côte à côte. Grâce aux pressions de la Première Guerre mondiale, AT&T et RCA possédaient tous les brevets d'invention utiles sur les lampes à vide. RCA s'était créé une position dominante dans la communication sans fil ; AT&T a poursuivi l'utilisation de lampes dans les amplificateurs téléphoniques. Certains brevets d'invention étaient en association avec RCA et quand les recherches des deux sociétés sur les lampes ont commencé à se chevaucher et il y eut pas mal de litiges en matière de brevets.
AT&T, RCA et leurs associés d'inventions ont finalement mis fin à leurs dissensions en 1926 par un compromis. AT&T a décidé de se concentrer sur les systèmes téléphoniques en tant qu'opérateur public de télécommunications et a vendu sa filiale de radiodiffusion Broadcasting Company of America (en) à RCA. Ces actifs incluaient la station WEAF (en), qui avait, quelque temps, émis depuis le siège social AT&T à New York. En retour, RCA a signé un accord de service avec AT&T, assurant que n'importe quel réseau de radiodiffusion RCA utiliserait les liaisons de transmission fournies par AT&T. Les deux sociétés ont signé une licence de partage des brevets d'invention, ce qui mit fin à cet aspect du conflit. RCA, General Electric et Westinghouse étaient maintenant libres de combiner leurs actifs pour former la National Broadcasting Company : le réseau NBC.
En 1925, AT&T a créé une nouvelle unité appelée Bell Telephone Laboratories, généralement connue comme les Bell Labs. Cette unité de recherche et de développements s'est illustrée et s'est montrée novatrice dans, parmi d'autres domaines, la radioastronomie, le transistor, la cellule photovoltaïque, le système d'exploitation UNIX et le langage de programmation C. Cependant, sa société mère n'exploitait pas toujours ses inventions. En 1949 le Ministère de la Justice a intenté un procès anti-monopole visant à forcer le désaisissement de Western Electric, que NBC avait créé sept ans plus tôt avec l'accord d'AT&T pour limiter ses produits et services au marché des télécommunications et d'opérateur public et donner une licence pour ses brevets d'invention « à toutes les parties intéressées ». Une conséquence induite de cela était interdire à AT&T de vendre des ordinateurs malgré son rôle clef dans la recherche et le développement des composants électronique (transistor).

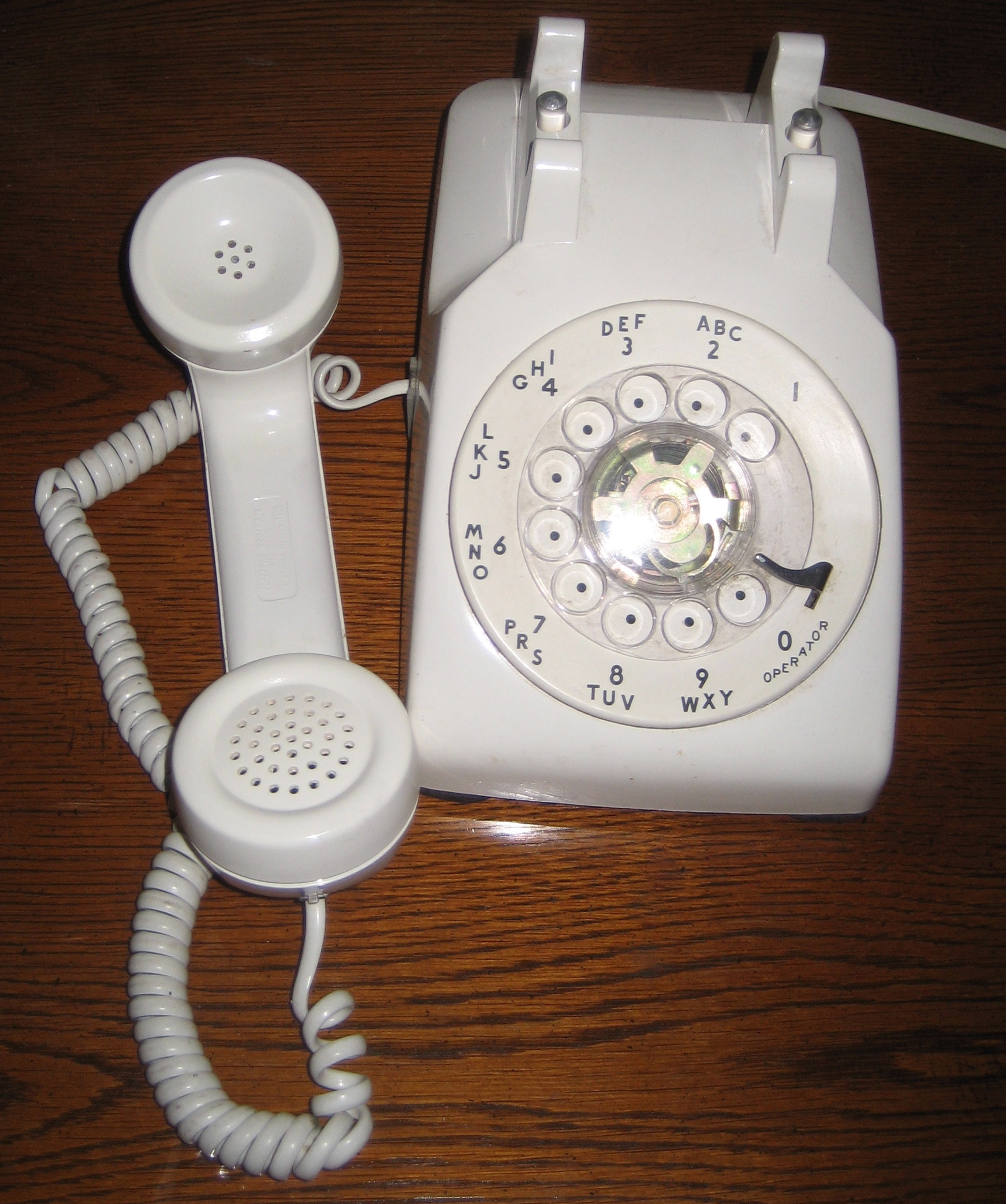
Téléphone domestique standard du milieu du XXe siècle fabriqué pour AT&T Western Electric, loué (jamais vendu aux États-Unis aux abonnés téléphoniques).

AT&T Corporate Logo, 1969–1983.

Les commissions sur le service public de l'état américain et des juridictions locales ont régulé le Bell System (en) et toutes les autres sociétés téléphoniques. La Commission Fédérale des Communications (FCC) a réglementé tous les services de communication sur les lignes nationales (entre les États américains). Ces commissions ont contrôlé les tarifs que les sociétés pourraient facturer et les services spécifiques et les équipements qu'elles pourraient offrir. Néanmoins, l'innovation technologique a continué. Par exemple, AT&T a participé aux premières communications expérimentales satellite, Telstar I en 1962.
AT&T a accru son contrôle sur tous les services téléphoniques par les locations de téléphones et d'équipements téléphoniques opérés par sa filiale Western Electric. Comme la plupart des téléphones de l'époque aux États-Unis, les téléphones fabriqués pas la Western Electric ne sont pas la propriété des clients individuels, mais des sociétés locales de Bell System qui toutes appartenaient à AT&T qui possédait aussi Western Electric. Chaque téléphone était loué mensuellement par AT&T à ses clients, qui payaient généralement plusieurs fois pour leur téléphone et sa connexion des honoraires et un abonnement. Ce monopole a rapporté des millions de dollars supplémentaires à AT&T ; il avait comme effet secondaire de limiter énormément le choix des téléphones et leur style.
La politique d'AT&T strictement mise en application, interdisait l'achat et l'utilisation de téléphones d'autres fabricants qui n'avaient pas d'abord été vendus (puis reloués) au monopole des sociétés locales de Bell System. Beaucoup de modèles de téléphones fabriqués par Western Electric portaient le marquage suivant de manière permanente : « Propriété de BELL SYSTEM - Vente Interdite ». Ces Téléphones ont aussi été étiquetés d'un autocollant marquant la propriété des Bell Operating Companies.
En 1968 la Commission Fédérale des Communications a autorisé le Carterfone et d'autres dispositifs à être connectés directement au réseau d'AT&T tant qu'ils n'endommageaient pas le réseau. Cette décision a créé la possibilité de vendre les dispositifs qui pourraient se connecter au réseau téléphonique et ont ouvert le marché à de nombreux produits, y compris le répondeur téléphonique, le télécopieur, le téléphone sans fil, l'ordinateur, le modem et le début de l'Internet.
Dans les années 1980, après que des consommateurs aient commencé à acheter des téléphones d'autres fabricants, AT&T a changé sa politique en vendant à ses clients des téléphones résidentiels, gardant la propriété des composants - ce qui impliquait toujours le paiement à AT&T d'honoraires de location mensuels.
Pendant la majorité du XXe siècle, la filiale d'AT&T Long Lines (longue distance) a ainsi joui d'un monopole presque total sur les services téléphoniques longue distance aux États-Unis. AT&T a aussi contrôlé 22 Bell Operating Companies (en) qui ont fourni un service téléphonique local dans la plus grande partie des États-Unis. Alors qu'il existait plusieurs sociétés téléphoniques indépendantes, General Telephone and Electronics (en) (GTE) étant la plus importante, les RBOC de Bell System étaient de loin plus grandes que toutes les autres et AT&T était largement considéré un monopole.

### Érosion du «monopole naturel»

AT&T Corporate Logo, 1984–1999.

AT&T a pu conserver son monopole sur les télécommunications durant de nombreuses années parce que celui-ci était généralement considéré comme un monopole naturel. La première attaque contre les positions d'AT&T a lieu en 1956 lorsque la décision rendue dans le cadre du procès Hush-A-Phone v. United States (en) autorise l'association d'un dispositif fourni par une autre société à un téléphone loué à AT&T. Ce jugement est renforcé en 1968 par la décision des autorités réglementaires américaines d'autoriser la société Carterphone à connecter des équipements tiers au réseau téléphonique d'AT&T. La réduction du coût des infrastructures nécessaires pour mettre en place un réseau de télécommunications à longue distance dans les années 1960 et 1970 ouvre le marché aux concurrents. Il n'est plus question d'imposer des droits d'entrée élevés pour la construction d'un réseau téléphonique longue distance. Dans ce nouveau contexte l'autorité régulatrice autorise la société MCI Communications (Microwave Communications, Inc) à vendre des services de télécommunications aux grandes entreprises brisant le monopole d'AT&T. L'argument technico-économique qui justifie le monopole d'AT&T durera pendant une quinzaine d'années jusqu'à la révolution de la fibre optique qui sonne la fin des télécommunications par faisceaux hertziens.

#### Séparation, divisions etrestructuration
Le reste du monopole téléphonique d'AT&T sur les télécommunications locales subsiste jusqu'en 1974. Cette année-là, le Ministère de la Justice intente un procès antimonopole contre AT&T et le 8 janvier 1982, AT&T (« Ma Bell ») doit accepter de partager les marchés locaux avec d'autres opérateurs, en échange d'un accès au marché des réseaux informatiques (voir les Systèmes Informatiques AT&T). AT&T est scindé en sept opérateurs indépendants les Regional Bell Operating Companies également connues sous le nom de Baby Bells.
Les consommateurs américains peuvent désormais acheter librement leurs téléphones ; AT&T et Bell System perdent les revenus considérables associés à la location de ceux-ci aux particuliers. Les appareils téléphoniques de Western Electric commercialisés par AT&T sont concurrencés par ceux d'autres fabricants, plus modernes, et Western Electric doit finalement fermer ses usines fournissant le marché américain. AT&T, dont la valeur a chuté de 70 %, se concentre sur les services longue distance par le biais de la société AT&T Communications (nouvelle appellation d'AT&T Long Lines) ; sur ce marché il perd également des parts de marché dans les années qui suivent au profit de MCI et de la Sprint Corporation.

### Acquisition par SBC

Logo actuel d'AT&T Inc.

Le 31 janvier 2005, la Baby Bell SBC Communications a annoncé son intention d'acquérir Ma Bell AT&T Corp pour 16 milliards de dollars. SBC a annoncé en octobre 2005 qu'il abandonnait le nom SBC pour prendre la marque AT&T, avec le T comme symbole au NYSE.
L'approbation de la fusion, conclue le 18 novembre 2005, le « rebranding » de SBC Communications en AT&T Inc. commença le lundi suivant, 21 novembre, et les titres ont commencé à être négociés comme AT&T le 1er décembre sous le symbole T.

### Présidents de AT&T Corp
| #  | Directeur général (CEO) | Mandat                  | Poste                                     |
| -- | ----------------------- | ----------------------- | ----------------------------------------- |
| 1  | Theodore Newton Vail    | 1885 – 1887             | Président                                 |
| 2  | John E. Hudson          | 1887 – 1900             | Président                                 |
| 3  | Frederick Perry Fish    | 1901 – 1907             | Président                                 |
| 4  | Theodore Newton Vail    | 1907 – 1919             | Président                                 |
| 5  | Harry Bates Thayer      | 1919 – 1925             | Président                                 |
| 6  | Walter Sherman Gifford  | 1925 – 1948             | Président                                 |
| 7  | Leroy A. Wilson         | 1948 – 1951             | Président                                 |
| 8  | Cleo F. Craig           | 1951 – 1956             | Président                                 |
| 9  | Frederick Kappel        | 1956 – 1961 1961 – 1967 | CEO Président du conseil d'administration |
| 10 | H.I. Romnes             | 1967 – 1972             | Président du conseil d'administration     |
| 11 | John D. deButts         | 1972 – 1979             | Président du conseil d'administration     |
| 12 | Charles L. Brown        | 1979 – 1986             | Président du conseil d'administration     |
| 13 | James E. Olson          | 1986 – 1988             | Président du conseil d'administration     |
| 14 | Robert Eugene Allen     | 1988 – 1997             | Président du conseil d'administration     |
| 15 | C. Michael Armstrong    | 1997 – 2002             | Président du conseil d'administration     |
| 16 | David Dorman            | 2002 – 2005             | Président du conseil d'administration     |

### Le siège social de AT&T
De 1885 à 1910, le siège social de AT&T se situait 125 Milk St à Boston. Avec son expansion, il déménage à New York, au 195 Broadway (près de ce qui est maintenant le site du World Trade Center). Le propriétaire était à l'origine à la Western Union, dont AT&T a détenu le contrôle jusqu'en 1913 lorsque AT&T a cédé ses intérêts dans le cadre du Kingsbury Commitment (en). La construction du bâtiment actuel a commencé en 1912. Conçu par William Welles Bosworth (en), qui a joué un rôle important dans la conception de Kykuit (en), le manoir Rockefeller au nord de Tarrytown (New York), il est formé d'une structure moderne en acier décorée à l'extérieur de haut en bas dans un style grec, les trois étages, de colonnes ioniques en granit du Vermont formant huit registres sur une base dorique. Le style du Building AT&T était un des plus originaux de l'époque.
Au lieu d'un espace de grande taille, similaire au Woolworth Building voisin, Bosworth conçut ce que l'on appelle une « salle hypostyle », renforcée d'un réseau de colonnes doriques inspirées du Parthénon ; Bosworth cherche à concilier la tradition classique avec les exigences d'un bâtiment moderne. Les colonnes ne sont pas seulement des éléments décoratifs comme cela aurait pu être le cas entre les mains d'autres architectes, mais toutes créent l'illusion d'être un réel soutien. Bosworth a également conçu le campus du MIT ainsi que l'hôtel de Theodore Vail à Morristown dans le New Jersey.
En 1978, AT&T a commandé un nouveau bâtiment au 550 Madison Ave. Ce nouveau siège d'AT&T a été conçu par Philip Johnson et est rapidement devenu une icône du nouveau style architectural postmoderne. Le bâtiment a été achevé en 1984, l'année même de la cession des Bell Systems. Le bâtiment s'est révélé trop grand pour la société d'après-cession et en 1993, le bâtiment est loué à Sony, qui le détient maintenant.

### Divisions
Une division d'AT&T, la Lucky Dog Phone Co., offrait un service de téléphonie longue distance pay-as-you-go pour les appels locaux (au sein d'un État), d'État à État et pour les appels internationaux (par l'intermédiaire d'un préfixe 10-10-345) avec des frais qui viennent s'ajouter, pour l'appelant, à sa facture mensuelle de téléphone.
AT&T, avant sa fusion avec SBC Communications, est constitué de trois sociétés :
- AT&T Alascom (en)
- AT&T Communications (en)
- AT&T Laboratories (en)

AT&T Alascom continue de vendre des services en Alaska, tandis qu'AT&T Communications continue de vendre du téléphone longue distance et à fonctionner comme un CLEC (Competitive local exchange carrier) en dehors des zones d'exploitation des Bell Entreprises dont AT&T est propriétaire. AT&T Laboratories a été intégrée dans AT&T Labs (en), anciennement nommé SBC Laboratories (en).

### Surnoms
AT&T était aussi connue sous le nom Ma Bell et affectueusement appelée « Mother » par les phreakers (voir phreaking). Lors de grèves des employés, les piquets de grève portaient des t-shirts où l'on pouvait lire « Ma Bell is a real mother ». (Ma Bell est une véritable mère).
Le symbole en forme de globe, le logo de l'entreprise, a été créé par Saul Bass en 1983, il a été surnommé "l'étoile noire" en référence à Star Wars.